# ワーキングママ
『ワーキングママ』（原題: Workin' Moms）は、2017年から放送されているカナダのコメディードラマ、テレビシリーズ。カナダのCBCで2017年1月10日に放送が始まり、2019年2月にNetflixから全世界に配信された。2022年6月20日、2023年放送予定のシーズン7で幕を下ろす事が発表された。

## 登場人物
ケイト・フォスター
演：キャサリン・ライトマン、声 - 林りんこ
アン・カールソン
演：ダニ・カインド
フランキー・コイン
演：ジュノ・リナルディ
ジェニー・マシューズ
演：ジェサリン・ワンリム

## エピソード
| シーズン | シーズン | 話数 | 話数 | 放送期間       | 放送期間      |
| シーズン | シーズン | 話数 | 話数 | 初回放送       | 最終回放送    |
| -------- | -------- | ---- | ---- | -------------- | ------------- |
|          | 1        | 13   | 13   | 2017年1月10日  | 2017年4月4日  |
|          | 2        | 13   | 13   | 2017年12月19日 | 2018年4月10日 |
|          | 3        | 13   | 13   | 2019年1月10日  | 2019年3月21日 |
|          | 4        | 8    | 8    | 2020年2月18日  | 2020年4月7日  |